# Traktaty rzymskie

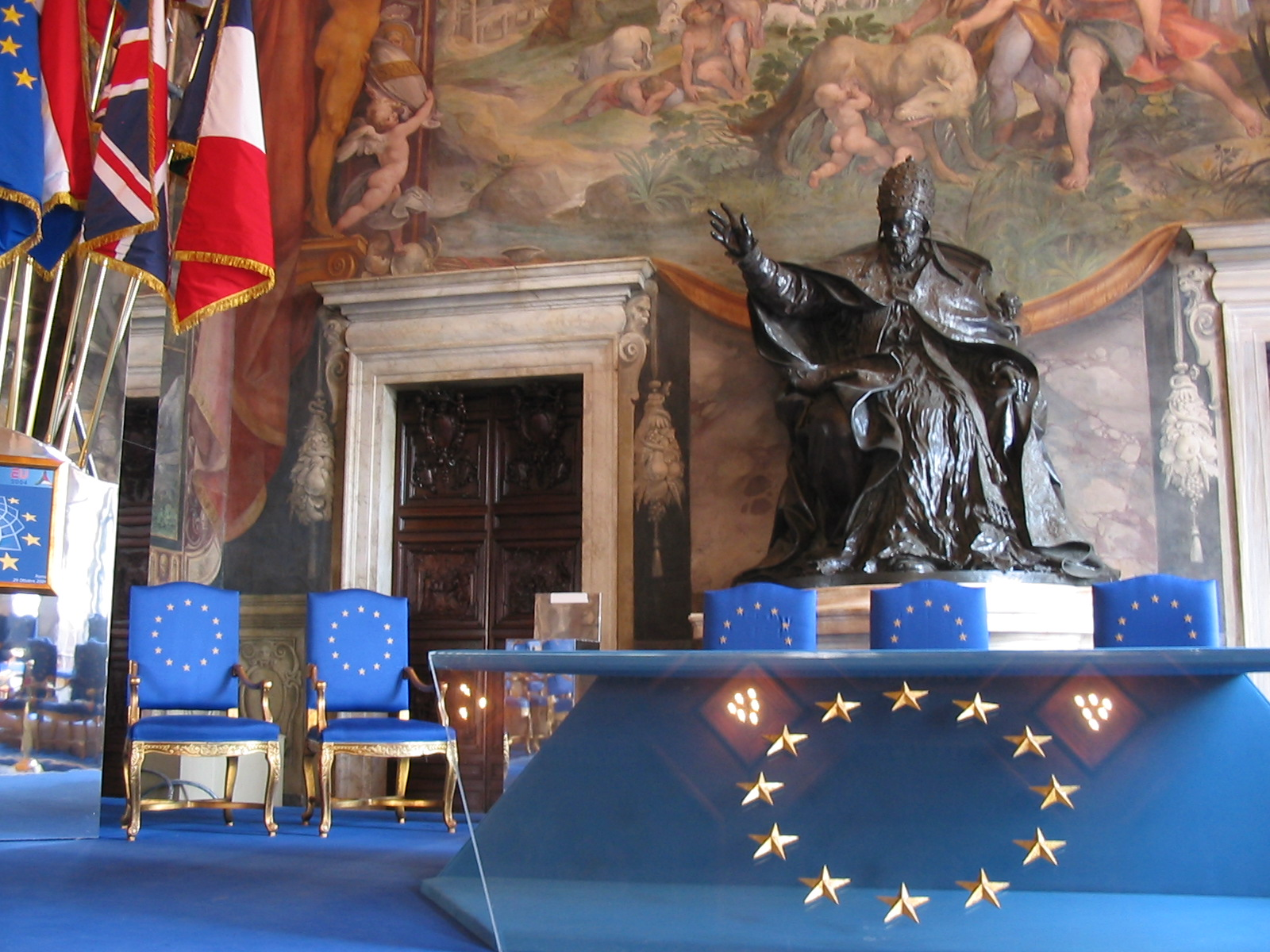
Muzeum na Kapitolu w Rzymie, gdzie podpisano w 1957 traktaty rzymskie

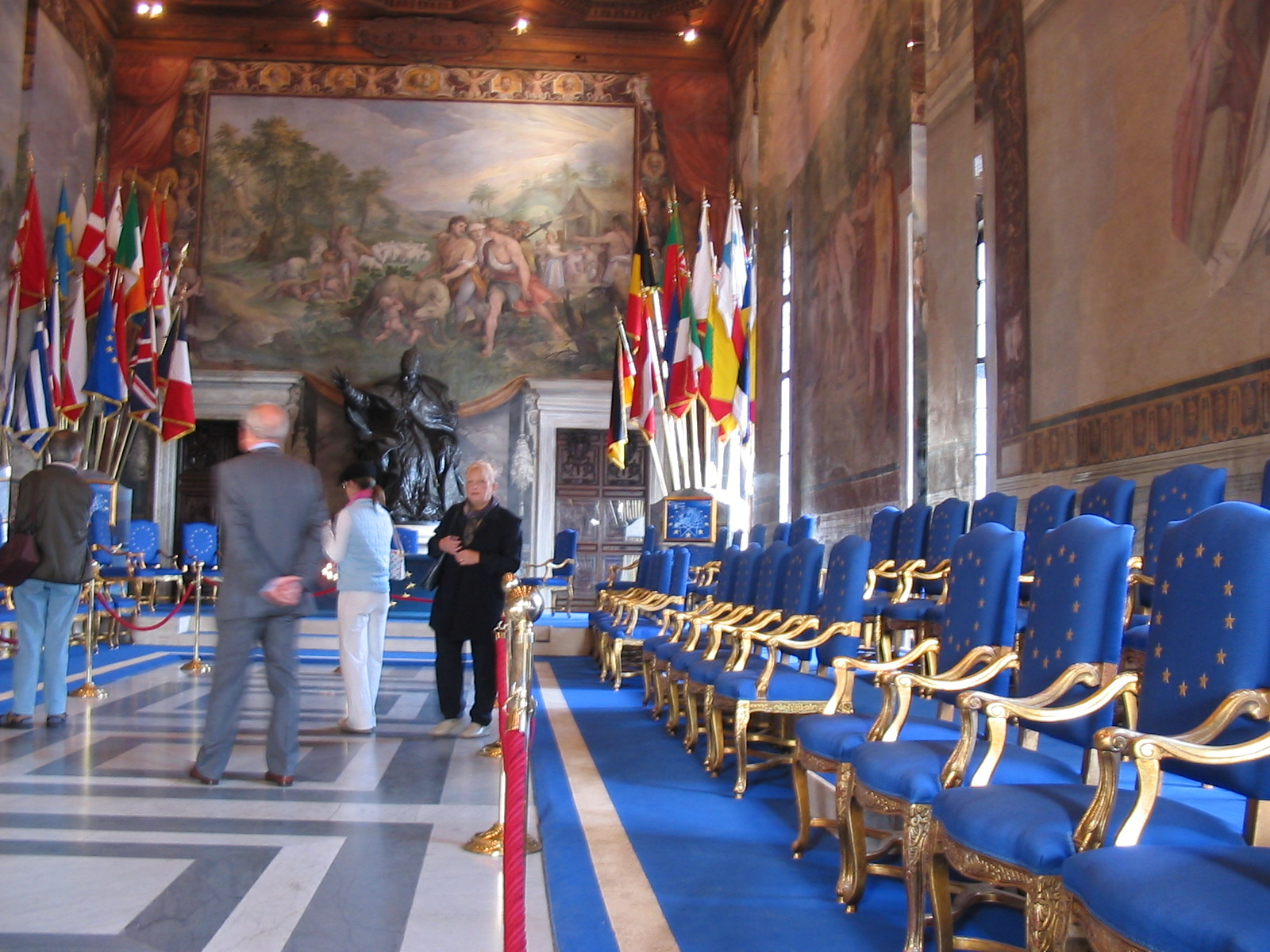
Muzeum na Kapitolu w Rzymie

Traktaty rzymskie – ogólna nazwa dwóch umów międzynarodowych podpisanych przez Francję, Republikę Federalną Niemiec, Włochy, Belgię, Holandię i Luksemburg 25 marca 1957. Uroczystość miała miejsce w sali Horacjuszy i Kuriacjuszy w Palazzo dei Conservatori na Kapitolu w Rzymie.
Pierwsza z umów (w latach 1958–1992) nosiła nazwę Traktat ustanawiający Europejską Wspólnotę Gospodarczą. Traktat z Maastricht (Traktat o Unii Europejskiej) przekształcił EWG we Wspólnotę Europejską, w związku z czym dokument ten otrzymał nazwę Traktat ustanawiający Wspólnotę Europejską. Obecną nazwę (Traktat o funkcjonowaniu Unii Europejskiej) nadał dokumentowi traktat lizboński.
Drugą umową był podpisany Traktat ustanawiający Europejską Wspólnotę Energii Atomowej (Euratom). Oba te traktaty weszły w życie 1 stycznia 1958. Zostały podpisane przez:
| W imieniu kraju | podpis złożył                               |
| --------------- | ------------------------------------------- |
| Belgia          | Paul-Henri Spaak i J. Ch. Snoy et d’Oppuers |
| Francja         | Christian Pineau i Maurice Faure            |
| Holandia        | Joseph Luns i Johannes Linthorst Homan      |

| W imieniu kraju | podpis złożył                      |
| --------------- | ---------------------------------- |
| Luksemburg      | Joseph Bech i Lambert Schaus       |
| RFN             | Konrad Adenauer i Walter Hallstein |
| Włochy          | Antonio Segni i Gaetano Martino    |

## Tło historyczne
W obliczu kryzysu energetycznego Wspólne Zgromadzenie zaproponowało rozszerzenie uprawnień EWWiS także na inne źródła energii. Jednak Jean Monnet, chcąc oddzielnej wspólnoty obejmującej energetykę jądrową, zlecił Louisowi Armandowi (francuskiemu inżynierowi), prowadzenie badań nad perspektywami korzystania z energii jądrowej w Europie. Jego raport stwierdzał, że dalszy rozwój atomistyki będzie potrzebny do wypełnienia deficytu, który powstanie po wyczerpaniu złóż węgla, oraz do zmniejszenia zależności od producentów ropy naftowej.
Kraje Beneluksu oraz Niemcy były również entuzjastycznie nastawione do stworzenia wspólnego rynku, jednak spotkało się to ze sprzeciwem Francji, która wyznawała politykę protekcjonizmu. Sam Jean Monnet uważał, że będzie to zbyt duże i trudne zadanie. Ostatecznie, aby zaspokoić interesy wszystkich państw członkowskich, Monnet zaproponował powołanie do życia dwóch odrębnych wspólnot. W wyniku konferencji w Mesynie, w 1955, Paul-Henri Spaak został powołany na przewodniczącego komisji przygotowawczej (komitet Spaaka), odpowiedzialnej za przygotowanie raportu na temat stworzenia europejskiego wspólnego rynku.
Raport Spaaka stanowił podstawę do dalszego rozwoju i został przyjęty na konferencji w Wenecji (29 i 30 maja 1956), gdzie podjęto decyzję o zorganizowaniu konferencji międzyrządowej. Raport stał się kamieniem węgielnym Konferencji Międzyrządowej w sprawie Wspólnego Rynku i Euratomu w Val Duchesse w 1956. Rezultatem konferencji było to, że nowe EWG i Euratom będą dzielić Wspólne Zgromadzenie z EWWiS, tak samo jak w przypadku Trybunału Sprawiedliwości. Jednak nie będą korzystały wspólnie z Wysokiej Władzy EWWiS. Dla EWG utworzono oddzielną Komisję, niezależne kolegium przedstawicieli rządów państw członkowskich, z wyłącznym prawem inicjatywy ustawodawczej. Francja była przeciwna większej liczbie uprawnień ponadnarodowych, a więc nowe instytucje uzyskały tylko podstawowe uprawnienia, a ważne decyzje musiały być zatwierdzane przez Radę większością głosów.
W marcu 2007 program radiowy BBC ogłosił, że na skutek opóźnienia w drukowaniu treści traktatów, dokumenty ustanawiający EWG i Euratom zostały podpisane przez europejskich przywódców in blanco. Traktaty rzymskie w chwili podpisania składały się z pustych stron między jej frontyspisem a stronami do podpisu.

## Treść
Celem Euratomu było wspieranie współpracy w dziedzinie energii jądrowej, w tamtym czasie bardzo popularnej i rewolucyjnej dziedzinie, a nadrzędnym celem EWG zostałoby stworzenie pełnej unii celnej między członkami wspólnoty. W skład Traktatów Rzymskich weszła umowa w sprawie wspólnych instytucji i ich kompetencji. Na mocy jej postanowień powołano m.in. Europejskie Zgromadzenie Parlamentarne – jedno dla trzech wspólnot (EWWiS, EWG i Euratomu). Liczba jego członków wyniosła 142 wobec 78-osobowego Zgromadzenia Ogólnego Europejskiej Wspólnoty Węgla i Stali. Członkowie Zgromadzenia byli w dalszym ciągu delegowani przez poszczególne parlamenty krajowe, choć wprowadzone zostały postanowienia umożliwiające bezpośredni wybór przedstawicieli (wdrożono je jednak dopiero w 1979).
Utworzony został także Europejski Fundusz Społeczny, który miał na celu zwiększenie możliwości zatrudniania pracowników i przyczynianie się do podnoszenia poziomu ich życia. Zgodnie z zapisami tego dokumentu, dla ułatwienia ekspansji gospodarczej wspólnoty utworzono ponadto Europejski Bank Inwestycyjny.

## 50. rocznica
50. rocznica podpisania traktatów rzymskich była obchodzona na wiele różnych sposobów przez cały rok 2007. Zostały wydane liczne okolicznościowe monety, w tym specjalne pamiątkowe dwa euro, które zostało wydane z prawie identycznych wzorów przez każdego (wtedy 13) członka strefy euro (po raz pierwszy wszystkie państwa członkowskie wydały monetę razem). Inne niż obiegowe monety dotyczyły również belgijskich monet 10-centowych.